# میکایل الجین
 میکایل الجین (روسی: Михаил Елгин؛ زادهٔ ۱۴ اکتبر ۱۹۸۱) یک تنیس‌باز اهل روسیه است. 